# San Andrés de la Cal
San Andrés de la Cal är en ort i Mexiko.   Den ligger i kommunen Tepoztlán och delstaten Morelos, i den sydöstra delen av landet, 50 km söder om huvudstaden Mexico City. San Andrés de la Cal ligger 1 499 meter över havet och antalet invånare är 1 383.
Terrängen runt San Andrés de la Cal är varierad. Runt San Andrés de la Cal är det ganska tätbefolkat, med 179 invånare per kvadratkilometer. Närmaste större samhälle är Cuernavaca, 12,7 km väster om San Andrés de la Cal. I omgivningarna runt San Andrés de la Cal växer huvudsakligen savannskog.